# 若奈
若奈（法語：Jaulnay，法語發音：[ʒo(l)nɛ]）是法国安德尔-卢瓦尔省的一个市镇，位于该省南部偏西，属于希农区。

## 地理
若奈（46°56'54"N, 0°24'51"E）面积14.76 平方千米，位于法国中央-卢瓦尔河谷大区安德尔-卢瓦尔省，该省份为法国中西部省份，北起萨尔特省、东北接卢瓦-谢尔省，东南接安德尔省，南至维埃纳省，西临曼恩-卢瓦尔省。
与若奈接壤的市镇（或旧市镇、城区）包括：布拉卢、费拉维讷斯、吕泽、马里尼马尔芒德、拉济讷、蒙迪永、圣克里斯托夫、圣热尔韦-莱特鲁瓦克洛谢。

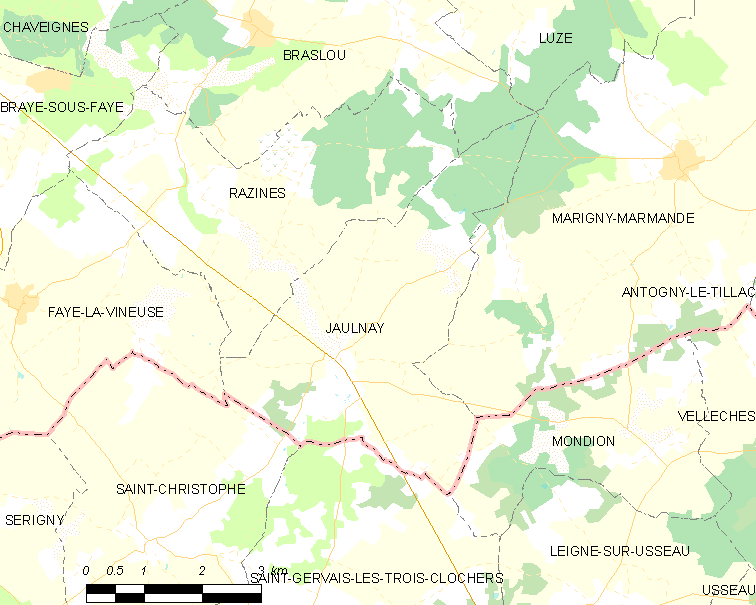
若奈的OSM定位图

若奈的时区为UTC+01:00、UTC+02:00（夏令时）。

## 行政
若奈的邮政编码为37120，INSEE市镇编码为37121。

## 政治
若奈所属的省级选区为图赖讷地区圣莫尔县。

## 人口

1962-2008年间若奈人口变化图示

若奈于2022年1月1日时的人口数量为244人。